# Franz Xaver Michels
Franz Xaver Michels (* 27. Juli 1900 in Andernach; † 15. Juni 1973) war ein deutscher Geologe, Ingenieur und Unternehmer.
Michels erwarb 1922 sein Maschinenbau- und Elektrotechnik-Diplom an der RWTH Aachen und führte die Naturstein- und Basaltwerke seiner Familie in der Eifel. Er war Soldat im Ersten und als Pionieroffizier in Nordafrika im Zweiten Weltkrieg und ab 1941 in Kriegsgefangenschaft in Kanada, wobei er die Lageruniversität mitorganisierte. 1950 wurde er an der RWTH Aachen in Geologie promoviert (Die Herkunft der basaltischen Auswürflinge im weißen Bims des Niedermendiger Grubenfeldes). An seinem Wohn- und Firmensitz in Mendig betrieb er eine Geologen-Herberge als Außenstelle der Universität Bonn für Exkursionen in die Eifel und er betrieb ein Privatmuseum, das noch heute besteht. Er trat in Vorträgen und öffentlichen Medien für Natur- und Denkmalschutz ein. In seinem Museum hat die Deutsche Vulkanologische Gesellschaft ein Institut Dr. Franz-Xaver Michels eröffnet.
Er war seit 1969 Ehrenmitglied der Geologischen Vereinigung und deren langjähriger Kassenwart und Geschäftsführer. Michels war Träger des Großen Bundesverdienstkreuzes.